# Lorenz Schwietz

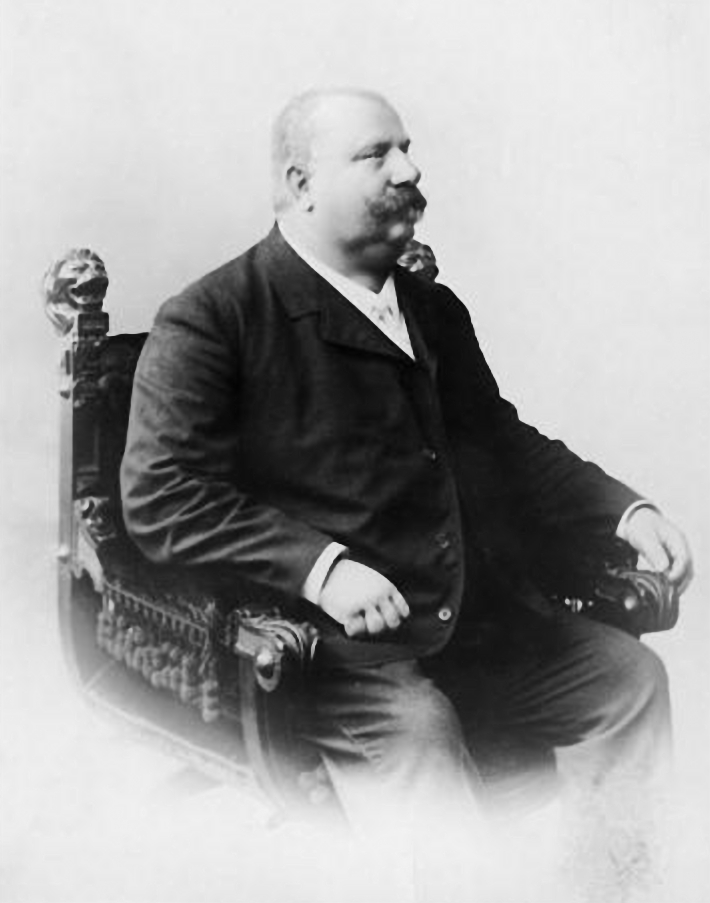
Lorenz Schwietz um 1890

Lorenz Schwietz (* 25. Juli 1850 in Groß Döbern, heute: Dobrzeń Wielki, Kreis Oppeln, in der preußischen Provinz Schlesien; † Mai 1925 in Breslau) war vom 21. Juni 1900 bis zum 29. Januar 1914 Königlich Preußischer Scharfrichter. Er war verantwortlich für die Durchführung der Todesstrafe in den preußischen Provinzen und köpfte insgesamt 123 Personen, die meisten mit dem Beil, einige auch mit der Guillotine.

## Vorgeschichte
Schwietz arbeitete zunächst als Fleischer, zuerst in Breslau (heute: Wrocław), wo er die entsprechende Ausbildung bekam, später in Ratibor (heute: Racibórz), beide in Schlesien, bevor er nach Breslau zurückkehrte, um dort eine Fleischerei zu eröffnen. Seit 1886 betrieb er eine Abdeckerei in Breslau und arbeitete zusätzlich als Gehilfe des Königlich Preußischen Scharfrichters Julius Krautz.
Krautz war ebenfalls Abdecker, sein Amt als Scharfrichter musste er aufgeben, nachdem er im April 1889 seinen Gehilfen Gummich bei einer Wirtshausschlägerei in Notwehr getötet hatte; Streitpunkt war die Frage, ob Krautz den Assistenten zu Recht bestraft hatte, weil dieser bei der Arbeit Alkohol getrunken hatte. Lorenz Schwietz war dafür in Aussicht genommen, in Breslau das Amt des Scharfrichters zu übernehmen, wurde damals aber zurückgewiesen, weil er Vorstrafen hatte. Hinrichtungen in Preußen wurden seinerzeit von Mitgliedern der Familie Reindel vorgenommen. Friedrich Reindel zog sich jedoch 1898 zurück und Wilhelm Reindel musste 1901 aufhören; er war mehrfach betrunken zur Arbeit erschienen, nicht mehr in der Lage, den Kopf des Verurteilten zuverlässig mit einem Schlag vom Rumpf zu trennen.

## Schwietz als Scharfrichter
Am 21. Juni 1900 wurde Schwietz geprüfter Scharfrichter, seine ersten Hinrichtungen vollzog er am 8. und 9. August. In demselben Jahr wurde auch Wilhelm Reindels Schwiegersohn Alwin Engelhardt geprüfter Scharfrichter. Er erhob den Anspruch, als einziger diesen Beruf in Preußen auszuüben, weil er arbeitslos sei, Schwietz aber über sonstiges Einkommen verfüge. Das Preußische Justizministerium entschied, Schwietz solle die Hinrichtungen in den Landesteilen östlich der Elbe übernehmen, sein Konkurrent jene westlich des Flusses. Auch Engelhardt hatte jedoch ein Alkoholproblem, ebenso wie sein Schwiegervater. Die Behörden in Hannover zum Beispiel weigerten sich, ihn zu beschäftigen. 1906 zog er sich aus dem Beruf zurück, und Lorenz Schwietz blieb der einzige Scharfrichter in Preußen.
Wenn Schwietz zu einer Hinrichtung gerufen wurde, brachte er drei oder vier Gehilfen mit, dazu eine rotgestrichene Richtbank (die von Friedrich Reindel erfunden und 1883 erstmals eingesetzt worden war), eine schwere Axt, einen hölzernen Richtblock und einen schwarzen Zylinderhut. Die Gruppe reiste auf Staatskosten mit der Bahn in der Dritten Klasse. Der Verurteilte und der Scharfrichter trafen am Abend vor der Hinrichtung erstmals zusammen. Schwietz bildete sich dabei ein Urteil über den körperlichen und seelischen Zustand des Delinquenten, auch für den Fall, dass Widerstand zu erwarten wäre. Nach der Exekution gravierte er den Namen des Opfers in sein Beil. In einem Interview erklärte Schwietz, er habe keine Gewissensbisse, sondern verstehe sich als jemanden, der lediglich der irdischen Gerechtigkeit diene. Im Übrigen: Die Hinrichtung selbst, namentlich so, wie ich sie ausübte, ist eigentlich gar keine Strafe für das Furchtbare, was diese Leute begangen haben. Das einzige, was für die meisten furchtbar ist, sind die letzten Stunden, die Zeit von dem Augenblick an, wo sie wissen, dass sie tatsächlich das Leben lassen müssen.
Mindestens drei seiner Gehilfen wurden später selbst Scharfrichter: Carl Gröpler, Joseph Kurz und Paul Spaethe. Spaethe folgte Schwietz 1914 im Amt und führte während des Ersten Weltkrieges mehrere Hinrichtungen unter dessen Oberaufsicht durch, später auch eigenständig mit seinen Assistenten August Sprung, Karl Ehrlich und Fritz Reichelt. Nach dem Tod seiner Ehefrau im Januar 1924 erschoss sich Spaethe am 24. Januar 1924. Kurz sollte sein Nachfolger werden, erkrankte jedoch und starb 1927. Gröpler war gelernter Pferdemetzger, betrieb in Magdeburg eine Wäscherei und wurde zum Scharfrichter bestimmt, als Schwietz und Spaethe noch aktiv waren. Im nationalsozialistischen Deutschland wurde er zum vielbeschäftigten Vollstrecker. 1946 starb er in sowjetischer Gefangenschaft.

## Lebensende
Schwietz’ Ehefrau starb 1923. Die große Inflation nach Ende des Ersten Weltkrieges kostete ihn seine gesamten Ersparnisse. Gegen die festen Regeln seines Berufs stellte er sein Handbeil mit den Namen der Geköpften öffentlich aus, der finanzielle Ertrag war enttäuschend. Zwei Jahre verbrachte er bei nur geringen Kontakten zur Außenwelt in seiner meist abgedunkelten Wohnung. Im Mai 1925 erschoss sich Lorenz Schwietz mit einem Revolver. Im Jahr vor seinem Tod hatte er seine Memoiren veröffentlicht: Das Tagebuch des Scharfrichters Schwietz aus Breslau über seine 123 Hinrichtungen, herausgegeben von Helmuth Kionka, Ruessmann, Breslau 1924.

## Drei beispielhafte Fälle
Im Januar 1908 wurde in Bartenstein (Provinz Ostpreußen, Königreich Preußen) der Stallknecht Friedrich Straß hingerichtet. Er war am 15. November 1907 zum Tode verurteilt worden, weil er den Rentner Lappöhn ermordet und beraubt hatte und danach dessen Wohnhaus niederbrannte, um seine Tat zu vertuschen. Nachdem Kaiser Wilhelm II. am 15. Januar auf sein Gnadenrecht verzichtete, wurde Strauß am 24. Januar morgens um 8 Uhr auf dem Hof des Gerichtsgefängnisses in Bartenstein durch den Scharfrichter Lorenz Schwietz mit dem Handbeil enthauptet. Er blieb bis zum Schluss gefesselt, weil er sich heftig gegen die Exekution wehrte.
Im Februar 1908 wurde in Stettin (Provinz Pommern, Königreich Preußen) der Arbeiter Friedrich Ziegan hingerichtet. Er hatte beim Wildern den Förster Krüger aus Eggesin ermordet und war deswegen am 28. September 1907 vom Schwurgericht in Stettin zum Tode verurteilt worden. Kaiser Wilhelm II. verzichtete am 12. Februar auf sein Gnadenrecht und Friedrich Ziegan wurde am 27. Februar 1908 um 7 Uhr morgens auf dem Hof des Gerichtsgefängnisses Stettin durch den Scharfrichter Lorenz Schwietz mit dem Handbeil enthauptet.
Im April 1908 wurde in Hirschberg (Provinz Schlesien, Königreich Preußen) die Händlerin Pauline Scholz hingerichtet. In ihrem Haus hatte der 67-jährige Arbeiter Wendelin Schäffer gewohnt, der ein Vermögen von 2000 Mark besaß und durch Inserate eine neue Lebensgefährtin suchte, jedoch kurze Zeit darauf verstarb. In einem Testament war Pauline Scholz als Alleinerbin benannt. Der Tod Schäffers erschien ebenso verdächtig wie das Testament. In seinem Leichnam fand man große Mengen Arsenik, im Haushalt von Frau Scholz entdeckte man danach mehrere Flaschen dieses Giftes. Am 16. Oktober 1907 wurde sie zum Tode verurteilt und am 30. April 1908 um 6 Uhr morgens auf dem Hof des Gerichtsgefängnisses in Hirschberg durch Scharfrichter Schwietz mit dem Handbeil enthauptet.